# كارولين آدامز ميلر
كارولين آدامز ميلر (بالإنجليزية: Caroline Adams Miller) هي كاتِبة أمريكية، ولدت في 15 سبتمبر 1961 في بيثيسدا في الولايات المتحدة.